# 鐵砧山國姓廟
24°21′26″N 120°38′45″E / 24.357246°N 120.645863°E
鐵砧山國姓廟，是位於臺灣臺中市大甲區鐵砧山的鄭成功廟，與當地的劍井傳說有關。

## 歷史

### 興建

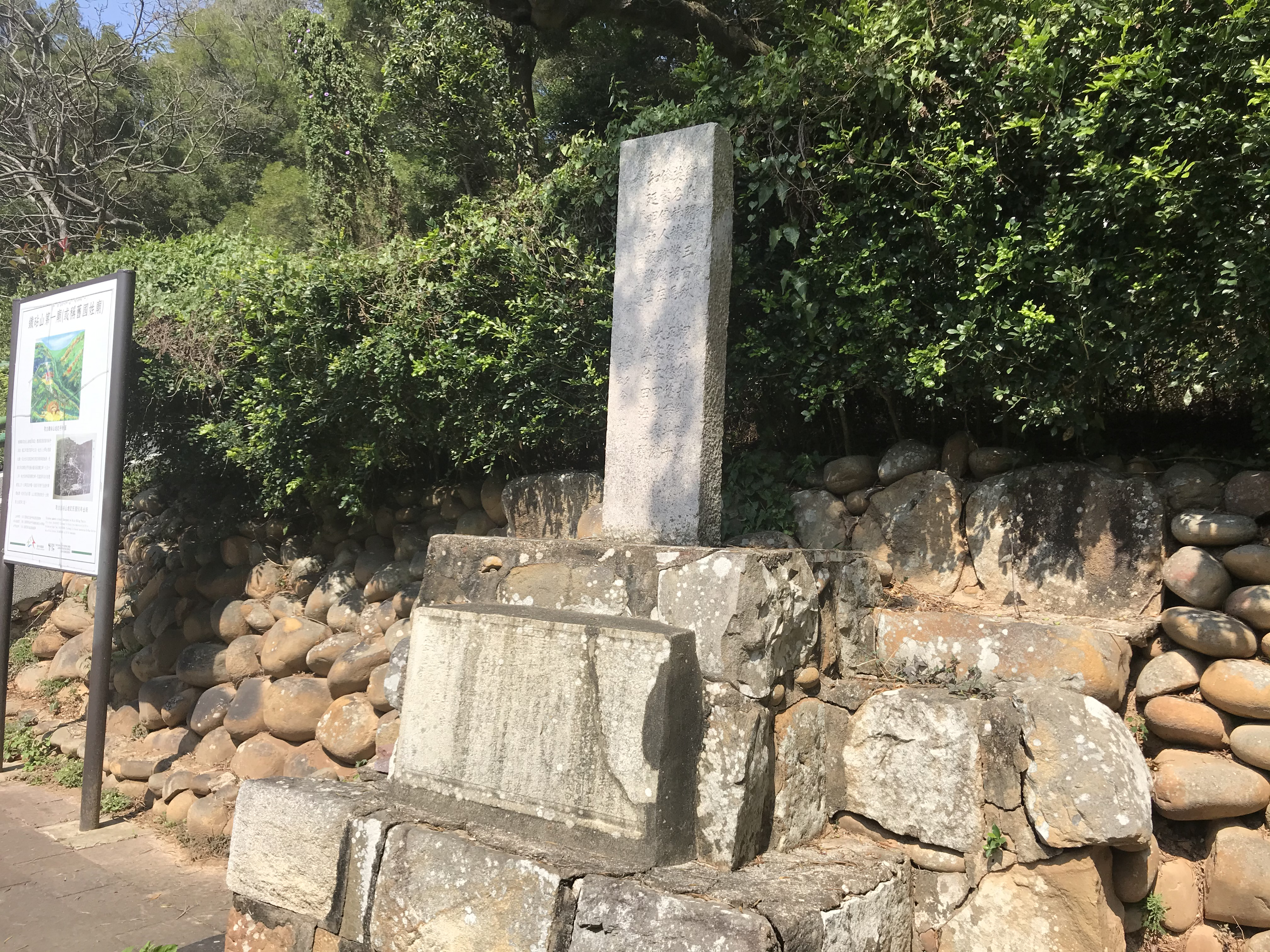
「開台鄭國姓」碑已磨掉重刻「慶祝國姓廟落成」碑。

大甲人的主要信仰神為大甲媽、貞節媽、國姓爺。因傳說鐵砧山有鄭成功插劍湧出的國姓井，於是人們就立了一塊刻有「開台鄭國姓」的石碑當靈祠作祭，後石碑毀損。
戰後初期，大甲鎮長郭金焜、郭秋漢、陳財福等以興建大甲忠烈祠的名義發起重建鄭成功廟，得大甲、大安、外埔民眾支助。建築設計為穹隆頂，以呈現清真寺的異國風格，前台階兩旁放置清末四座土鐵砲。大甲忠烈祠重建設計人為蔡江山、黃奇賢、蔡添法及陳西湖。
1947年6月9日，工人在挖土興建時，在今廟中案桌下方挖到一座古墓，三名工人當場被高約五台尺、厚約二台尺的土塊埋蓋，造成外埔大甲東人李漢源當場死亡。墓碑額眉寫「銀同」兩字、正中央刻著「顯考昌記曾公墓」，左沿刻鏤日期是「嘉慶辛未年重修」，右沿中央則是「男五大房子孫立」等字樣，古怪的是兩旁排列著「先講先變海文開拓」和「先伍先鬧國成秀桂」等八個兩字群，不似人名。與這墓碑一齊出土的還有兩只重疊埋置的金斗甕，皆沒裝骨骸，上方甕的甕底粘了四枚古銅錢及甕內底部另粘卅二枚，下方甕內裝了七十二條長枝木炭。對此怪墓，有認為是蔭堆、招魂塚、或是圖謁等說法，像身為業餘地理師的陳財福，就說是代表中華民國五族共和、共黨為禍，國民政府退守臺灣，終將反攻大陸成功的預言。廟方把此墓碑嵌在廟後護牆中央，並將卅六枚銅錢鑲掛廟左旁的管理員室，旁註事情發生始末。
1948年4月22日落成，耗資新台幣四百萬餘，由縣長宋增榘主持典禮。廟地離原石碑距離約二十公尺的山頂。因此廟地為私人捐給台中縣政府，便以大甲鎮長為當然主任委員。1950年5月，再建左右廂房。1953年2月開始合祀陣亡將士牌位。1955年4月，陳財福修建梯道、石壁。
過去，政府將4月30日訂為紀念鄭成功的興台節，會在該日於此廟公祭。廟方則以端午節為例祭，並請酬神戲。
1977年，忠烈祠轉至豐原公老坪，1983年落成啟用。

### 重修

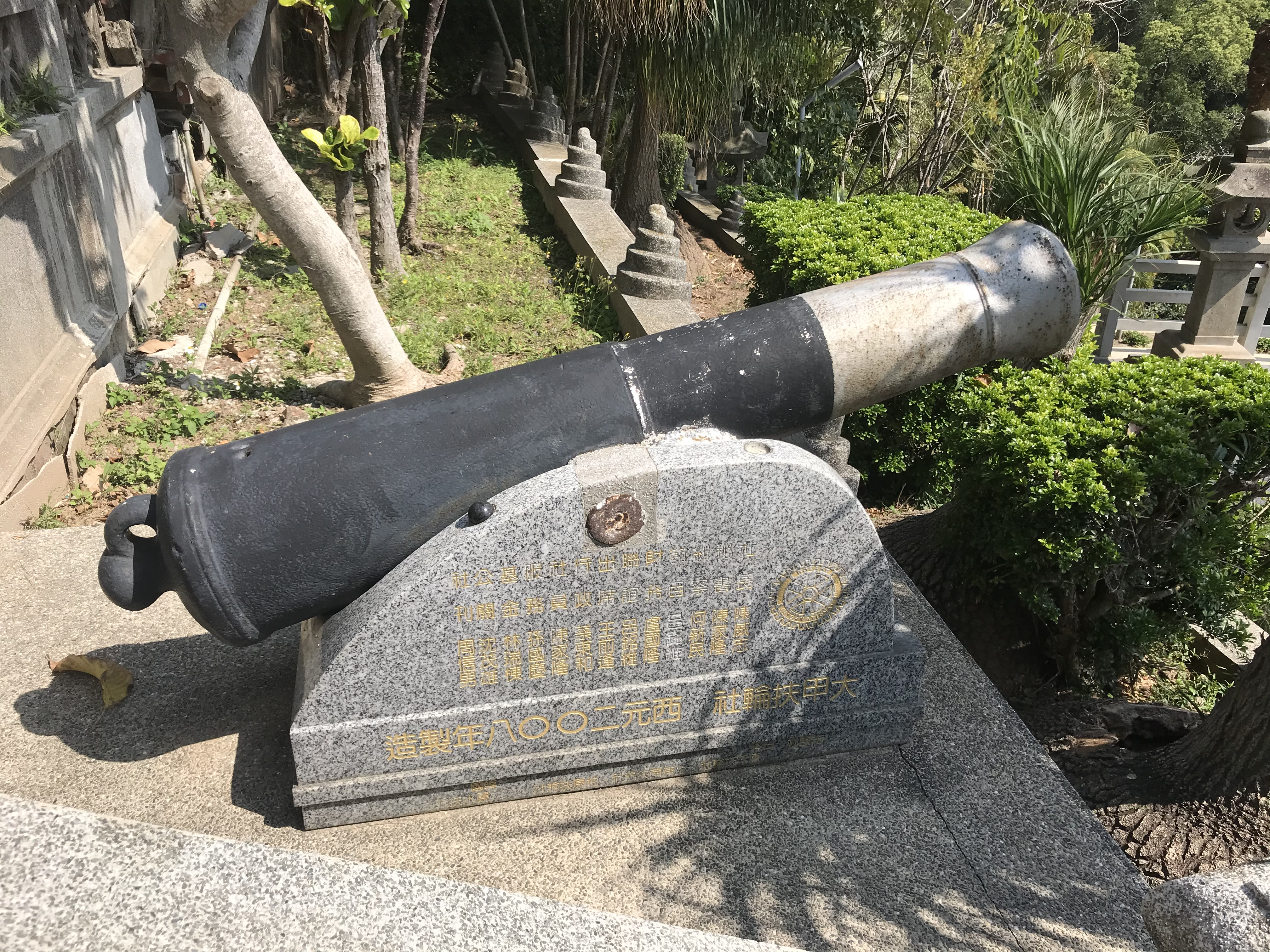
古砲

1987年，此廟進行寺廟登記之際，登記成鎮公所秘書郭傳芳，此後成為私人管理，導致造成政府無法撥款整修。九二一大地震之後，原先失修的廟身損壞更發嚴重，天花板龜裂裂縫更大。後2000年12月2日，郭傳芳申請放棄管理。在廟務長久以來乏人管理下，香火漸失，土鐵砲也剩一枚。直到2007年，鎮公所動用火葬場回饋金兩百五十萬元，於該年10月18日開始重修。次年4月14日，由大甲扶輪社提供經費，鎮公所將大甲文昌祠僅剩的一門古砲與此廟剩下的一門砲作配對，安置廟前，合稱「文武砲」。
2010年6月16日，縣議員林素真邀縣長黃仲生來此廟會勘時，要求縣府解散長久未管理的管委會，由公部門接管。

## 外部連結
- 官方网站